# Macrojurinia brasiliensis
Macrojurinia brasiliensis là một loài ruồi trong họ Tachinidae.